# Жарарака звичайна
Жарарака звичайна (Bothropoides jararaca) — отруйна змія з роду Ботропойд родини Гадюкові.

## Опис
Загальна довжина сягає 1,5—1,6 м. Голова коротка, широка, кінчик морди трохи витягнутий. Отруйні зуби дуже великі — до 2 см. Тулуб стрункий, кремезний. Забарвлення жовтувато-буре, малюнок тулуба складається з 2 рядків темних С-подібних плям з боків. Іноді вони стикаються на хребті й утворюють Х-подібні плями.

## Спосіб життя
Полюбляє чагарникові, трав'янисті савани, сухе рідколісся. Зустрічається на висоті до 1000 м над рівнем моря. Тримається звичайно на землі, вдень лежить нерухомо, гріючись на сонці або ховаючись у тінь при сильній спеці, а вночі вирушає на полювання. Харчується гризунами та птахами. При цьому зрідка підіймається на гілки кущів.
Це яйцеживородна змія. Самиця народжує до 12 дитинчат.

## Отруйність
Отрута досить потужна й небезпечна для людини. Серед винуватців зміїних укусів в Бразилії на першому місці стоїть жарарака (80-90 % укусів). Її отрута викликає сильний набряк, почервоніння, крововиливи й некроз тканин в області укусу. Смертність серед людей при відсутності сироватки може досягати 10-12 %, при своєчасному та правильному лікуванні укушені одужують.
Отруту застосовують у медицині та фармакології. Від однієї жарараки отримують при першому взятті отрути в середньому 34 мг (у сухому вигляді), зрідка — до 150 мг.

## Розповсюдження
Мешкає у центральній і південній Бразилії, Парагваї, Уругваї та північній Аргентині.